# Каларське сільське поселення
Кала́рське сільське поселення (рос. Каларское сельское поселение) — сільське поселення у складі Таштагольського району Кемеровської області Росії.
Адміністративний центр — селище Калари.

## Історія
Станом на 2002 рік існували Каларська сільська рада (селища 517 км, 527 км, 534 км, 538 км, Амзас, Базанча, Весела Грива, Калари, Каменний Кар'єр, Клепочний, Петухов Лог, Центральний), Кондомська сільська рада (селища Базарний, Березова Річка, Карагол, Кондома, Луговський) та Чугунаська селищна рада (смт Чугунаш, селище 545 км).

## Населення
Населення — 2537 осіб (2019; 2971 в 2010, 3068 у 2002).

## Склад
До складу поселення входять:
| Населений пункт         | Населення, осіб (2002) | Населення, осіб (2010) |
| ----------------------- | ---------------------- | ---------------------- |
| 517 км, селище          | 1                      | 3                      |
| 527 км, селище          | 18                     | 27                     |
| 534 км, селище          | 11                     | 13                     |
| 538 км, селище          | 6                      | 8                      |
| 545 км, селище          | 50                     | 61                     |
| Амзас, селище           | 418                    | 391                    |
| Базанча, селище         | 684                    | 663                    |
| Базарний, селище        | 32                     | 27                     |
| Березова Річка, селище  | 40                     | 77                     |
| Весела Грива, селище    | 3                      | 0                      |
| Калари, селище          | 470                    | 444                    |
| Каменний Кар'єр, селище | 1                      | 3                      |
| Карагол, селище         | 128                    | 104                    |
| Кондома, селище         | 339                    | 321                    |
| Кльопочний, селище      | 5                      | 3                      |
| Луговський, селище      | 5                      | 14                     |
| Петухов Лог, селище     | 1                      | 5                      |
| Центральний, селище     | 182                    | 168                    |
| Чугунаш, селище         | 674                    | 639                    |